# Zarengold
Als Zarengold wird der während des Russischen Bürgerkrieges 1918/21 verschwundene Staatsschatz des Russischen Reiches bezeichnet.

## Geschichte
Zu Beginn des Ersten Weltkrieges hatte Russland mit 1.337,9 t einen der größten Goldvorräte der Welt. Er bestand aus Platin- und Goldbarren sowie Gold- und Silbermünzen und wurde überwiegend in den westrussischen Städten Warschau, Kiew und Riga aufbewahrt. Mit dem Vormarsch der Mittelmächte verlegte man ihn nach Kasan und Nischni Nowgorod. Allein nach Kasan wurden 500 t Goldbarren und Münzen in 28 Eisenbahnwaggons verschickt.
Im Sommer 1918 setzte als Folge der Oktoberrevolution ein Bürgerkrieg ein. Eine Gruppe der in Samara an der Wolga unter Oberst W. Kappel formierten Weißen Armee drang am 6. August 1918 in das Kasaner Depot des Staatsschatzamtes ein und ergriff einen beträchtlichen Teil des Goldvorrats: etwa 657 Mio. Rubel sowie Platin, Silber und Banknoten im Wert von 100 Mio. Rubel. Sie unterstellte es einem Komitee der Russischen konstituierenden Versammlung, das es im September 1918 dem Ufa-Direktorium, der weißen Gegenregierung, übertrug.
Beim Rückzug Kappels in den Ural wurde das Gold per Zug nach Omsk verbracht und an den neuen Führer der Weißgardisten, Admiral Koltschak, übergeben. Als dessen Armee 1919 nach Irkutsk auswich (und dabei 63 Kisten Gold mitnahm), verlor sie dort in der Konfusion nach Koltschaks Erschießung einen Teil an die Rote Armee, transportierte aber mittels der Tschechoslowakischen Legionen, die die Transsibirische Eisenbahn kontrollierten, den größeren Teil weiter nach Tschita. Auf dem Weg wurden sie allerdings von der sibirischen Kosaken-Armee Semjonows gestellt, die 30 Kisten konfiszierte.
In Tschita erhielt die japanische Armee gegen das Versprechen, Waffen und Munition zu liefern, im November 20 Tonnen und 466 Kilogramm Gold (22 Kisten; Wert 1919 etwa 26.580.000 Rubel). Die Yokohama Special Bank übergab es später eventuell an die Japanische Staatsbank (Nihon Ginko).

## Nach 1990
Russland versuchte seit 1991 das Gold zurückzuerhalten und reklamierte in Japan Gold im Wert von 80 Mrd. US$, in Großbritannien von 50 Mrd. US$, in den USA von 23 Mrd. US$ und in Frankreich von 25 Mrd. US$. Nach Schätzung der britischen Pinkerton-Abteilung hat Russland darüber hinaus Ansprüche auf zu Zarenzeiten erworbene Auslands-Immobilien im Wert von 300 Mrd. Dollar. 2002 lehnte die Staatsduma einen Antrag des Rechtsextremen Wladimir Schirinowski ab, nach dem Wladimir Putin Verhandlungen um die Rückführung des Zarengoldes aufnehmen sollte. 2004 wurde das Thema erneut behandelt. Demnach entspricht allein der japanische Anteil den gesamten damaligen Gold- und Fremdwährungsreserven Russlands bzw. 2/3 seiner damaligen Auslandsschulden.
Mit Frankreich sind alle Ansprüche 1997 geregelt worden. Russland zahlte Frankreich 400 Millionen Dollar als Kompensation für die 1918 annullierten Zaren-Obligationen und die Konfiszierung von französischem Eigentum auf dem Gebiet des Russischen Reiches im Zuge der Verstaatlichungen nach der Revolution von 1917. Auf seine Ansprüche am Koltschak-Gold hat Russland verzichtet.
Im Sommer 2010 entdeckten Forscher bei der Vermessung des Baikalsees mit den U-Booten Mir Barren mit goldenem Glanz, die eventuell zum Zarenschatz gehören. An einer Bergung wurde gearbeitet.

## Weitere Begriffsbedeutungen
Unter den Namen Zarengold und Zarenplatin verkehren Züge von St. Petersburg und Moskau nach Wladiwostok und Peking.